# Pinguigemmula
Pinguigemmula là một chi ốc biển, là động vật thân mềm chân bụng sống ở biển trong họ Turridae.

## Các loài
Các loài thuộc chi Pinguigemmula bao gồm:
- Pinguigemmula philippinensis Powell, 1964[2]